# Antarès (bateau)
Pour les articles homonymes, voir Antarès (homonymie).
L’Antarès est un bâtiment remorqueur de sonars (BRS) de la Marine nationale.

## Historique et missions
C'est la première unité d'une série de trois bâtiments construits par le chantier SOCARENAM de Boulogne-sur-Mer. Les deux autres unités de la série sont l’Altaïr et l’Aldébaran. 
La ville marraine de l’Antarès est Nogent-sur-Marne dans le Val-de-Marne depuis 2009.
Il est basé à Brest. Son indicatif visuel est le M 770.

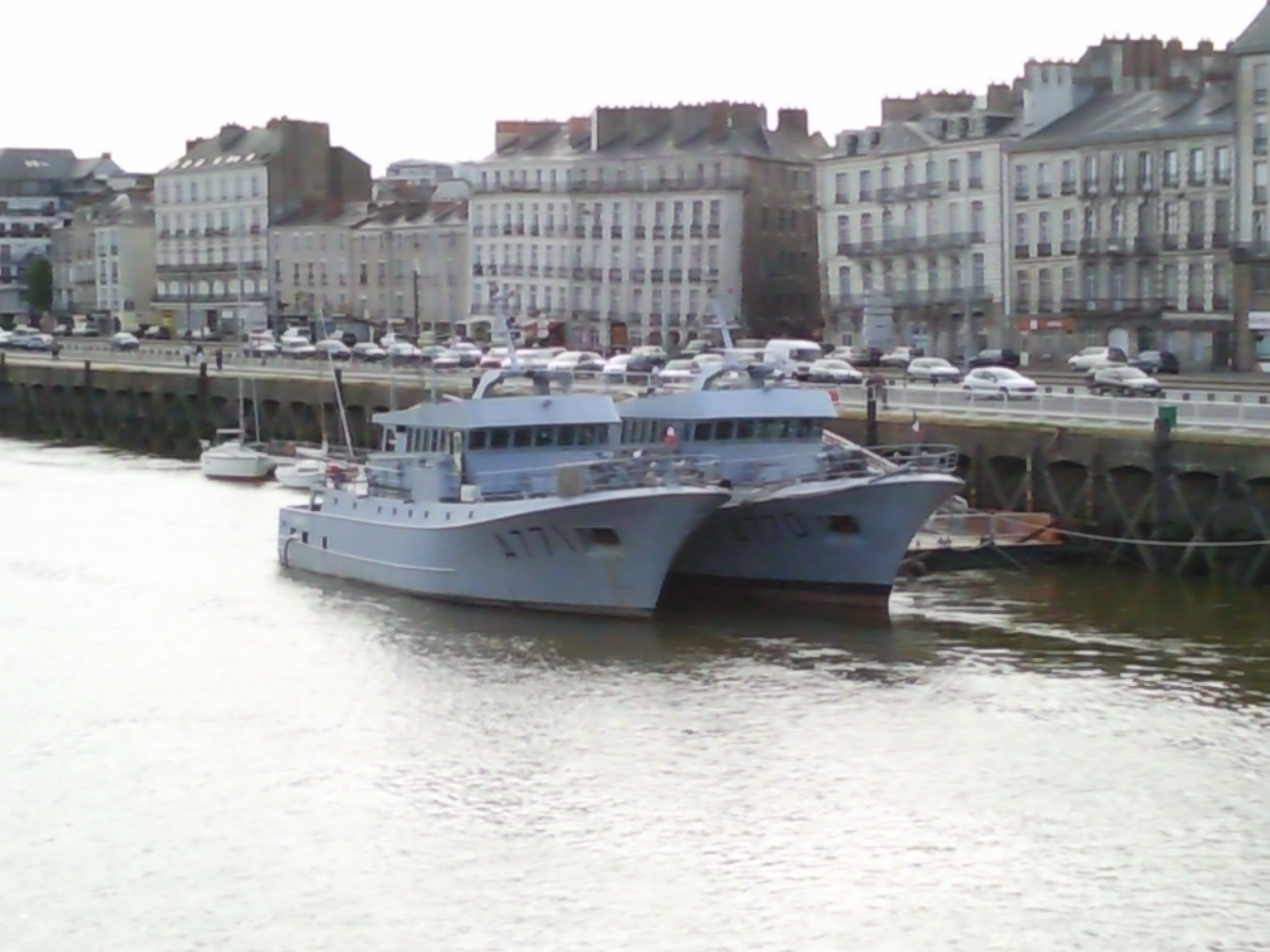
L’Antarès, ici au premier plan, à couple avec son sister ship Altaïr à Nantes